# 프라나콘시아유타야

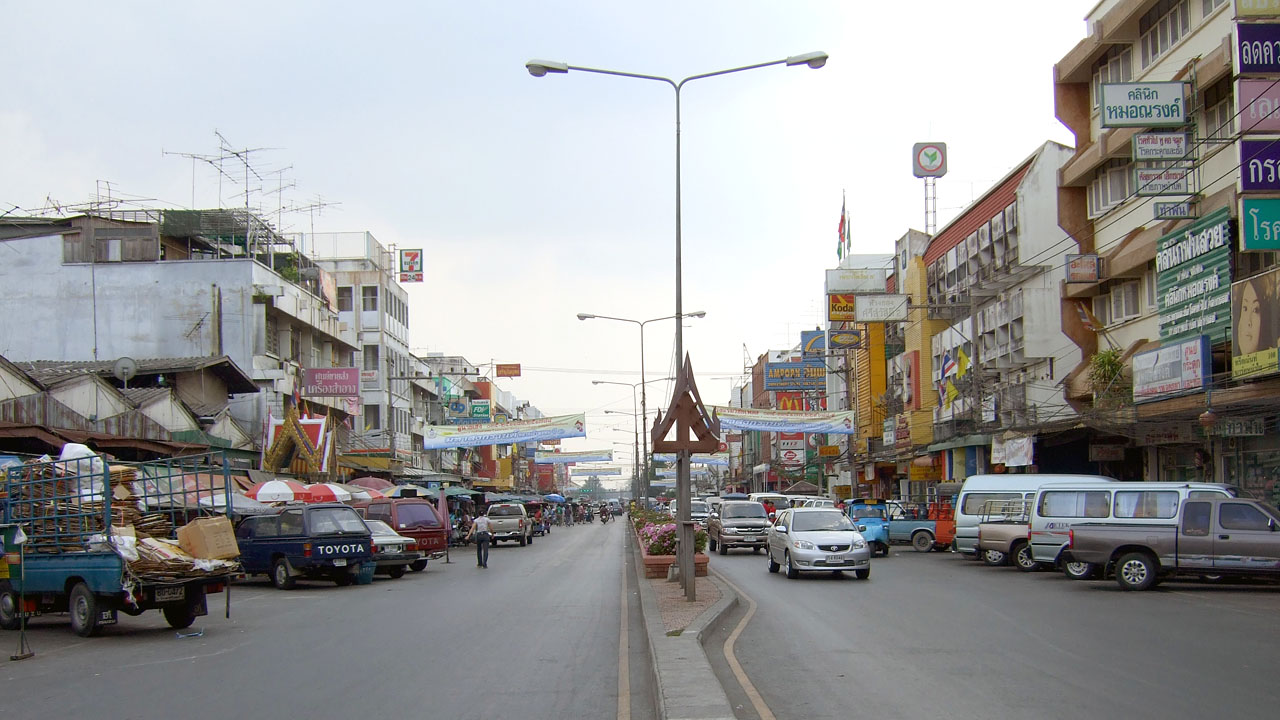
아유타야의 거리

프라나콘시아유타야(태국어: พระนครศรีอยุธยา) 또는 간단히 아유타야(태국어: อยุธยา)는 태국 아유타야주의 도시이다. 아유타야라는 약칭으로 더 자주 불린다. 면적은 14.84km2 이고 인구는 2006년 기준으로 54,888명이다.
1350년에 시암 왕국의 시조인 우통 왕이 라마야나에 나오는 코살라 왕국의 수도인 아요디아에서 이름을 따와 아유타야라는 도시를 건설한 것이 아유타야의 시작으로, 아유타야 왕조가 멸망할 때까지 시암 왕국의 수도로 기능하였다. 아유타야의 인구는 1600년까지 약 30만 명, 1700년 무렵에는 약 100만 명에 달했을 것으로 추정되며 당시 세계에서 가장 큰 도시의 하나였다.
1767년에 도시는 버마군에 의해 파괴되었고 그 결과 왕국은 붕괴되었다. 옛 도시의 유적은 현재 아유타야 역사공원이 되었고 유네스코 세계유산으로 지정되어있다. 도시는 동쪽으로 몇 km 떨어진 곳에 재건되었다. 도시는 한 때 '동양의 베니스'로 불렸다.

## 기후
| Ayutthaya의 기후                     | Ayutthaya의 기후 | Ayutthaya의 기후 | Ayutthaya의 기후 | Ayutthaya의 기후 | Ayutthaya의 기후 | Ayutthaya의 기후 | Ayutthaya의 기후 | Ayutthaya의 기후 | Ayutthaya의 기후 | Ayutthaya의 기후 | Ayutthaya의 기후 | Ayutthaya의 기후 | Ayutthaya의 기후 |
| 월                                   | 1월              | 2월              | 3월              | 4월              | 5월              | 6월              | 7월              | 8월              | 9월              | 10월             | 11월             | 12월             | 연간             |
| ------------------------------------ | ---------------- | ---------------- | ---------------- | ---------------- | ---------------- | ---------------- | ---------------- | ---------------- | ---------------- | ---------------- | ---------------- | ---------------- | ---------------- |
| 일평균 최고 기온 °C (°F)             | 31.0 (87.8)      | 33.3 (91.9)      | 35.4 (95.7)      | 35.9 (96.6)      | 34.3 (93.7)      | 32.6 (90.7)      | 32.0 (89.6)      | 31.4 (88.5)      | 31.3 (88.3)      | 31.3 (88.3)      | 30.7 (87.3)      | 30.0 (86.0)      | 32.4 (90.3)      |
| 일평균 최저 기온 °C (°F)             | 17.0 (62.6)      | 19.4 (66.9)      | 22.3 (72.1)      | 24.3 (75.7)      | 24.5 (76.1)      | 24.3 (75.7)      | 24.0 (75.2)      | 23.8 (74.8)      | 23.5 (74.3)      | 22.5 (72.5)      | 20.0 (68.0)      | 17.4 (63.3)      | 21.9 (71.4)      |
| 평균 강우량 mm (인치)                | 2.4 (0.09)       | 18.8 (0.74)      | 43.5 (1.71)      | 67.9 (2.67)      | 208.0 (8.19)     | 223.0 (8.78)     | 180.8 (7.12)     | 260.0 (10.24)    | 213.9 (8.42)     | 167.6 (6.60)     | 37.1 (1.46)      | 0.8 (0.03)       | 1,423.8 (56.05)  |
| 평균 강우일수                        | 0                | 1                | 4                | 6                | 15               | 16               | 17               | 19               | 17               | 12               | 3                | 1                | 111              |
| 출처: Thai Meteorological Department |                  |                  |                  |                  |                  |                  |                  |                  |                  |                  |                  |                  |                  |

## 사진

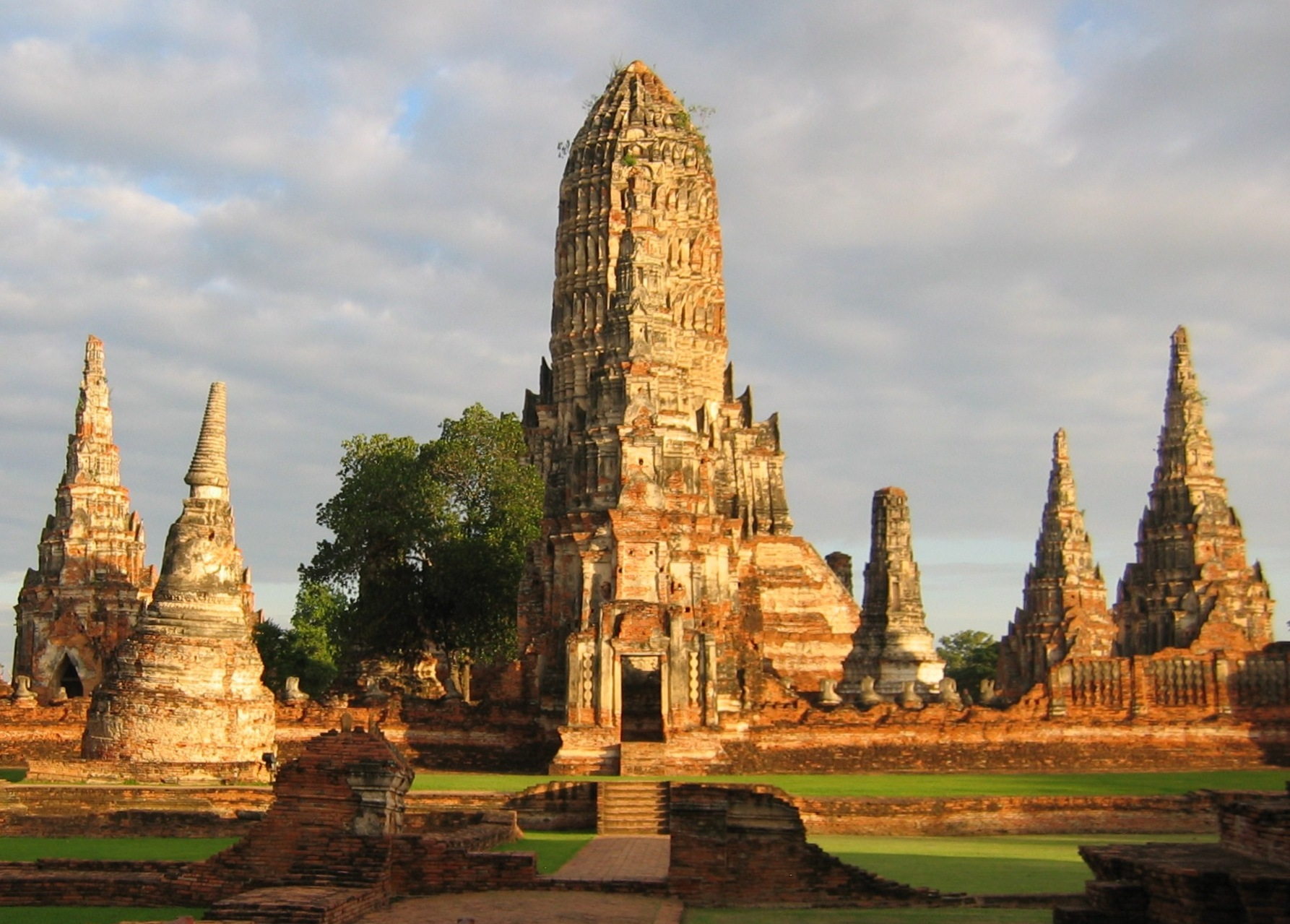
왓차이왓타나람
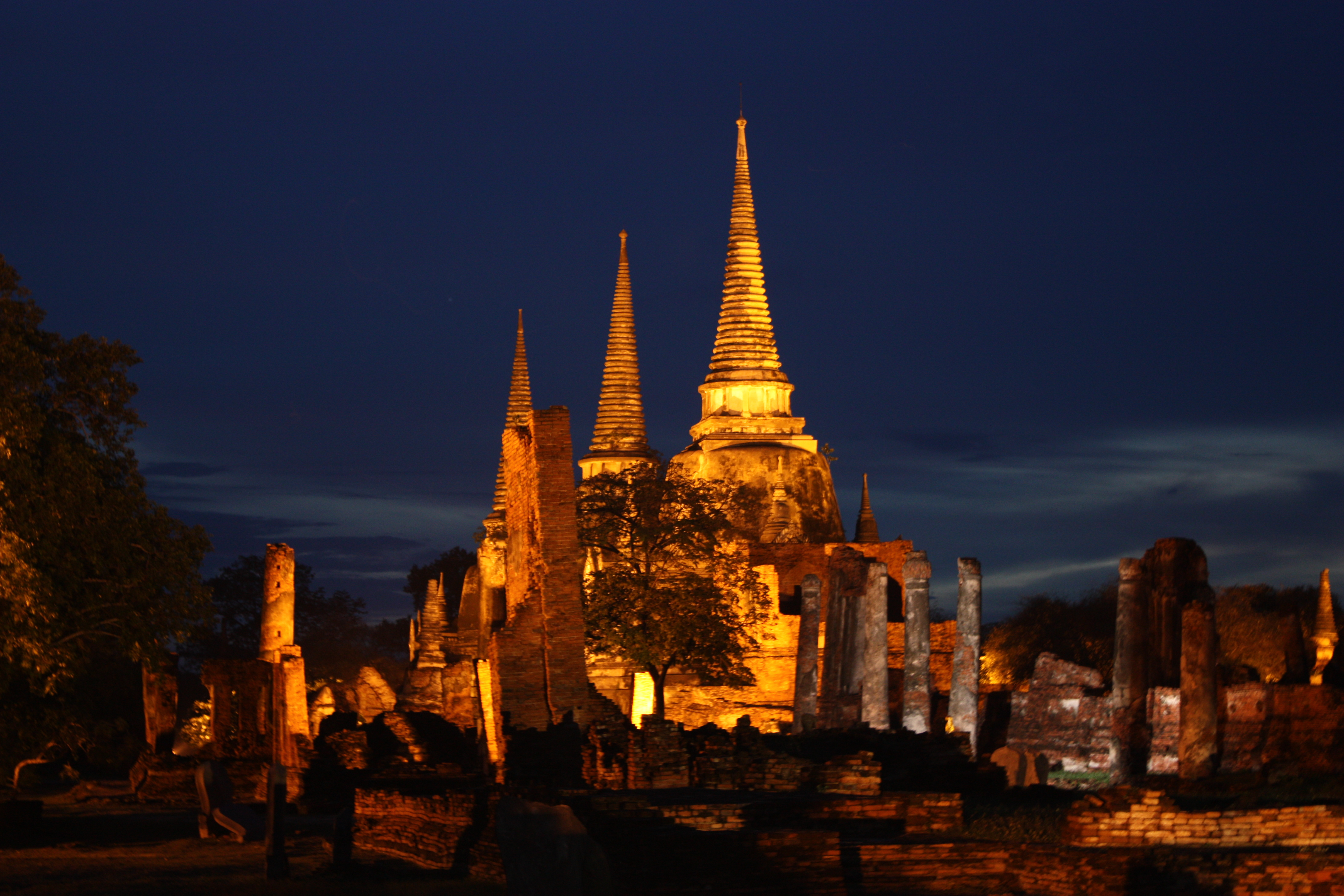
왓프라시산펫의 야경
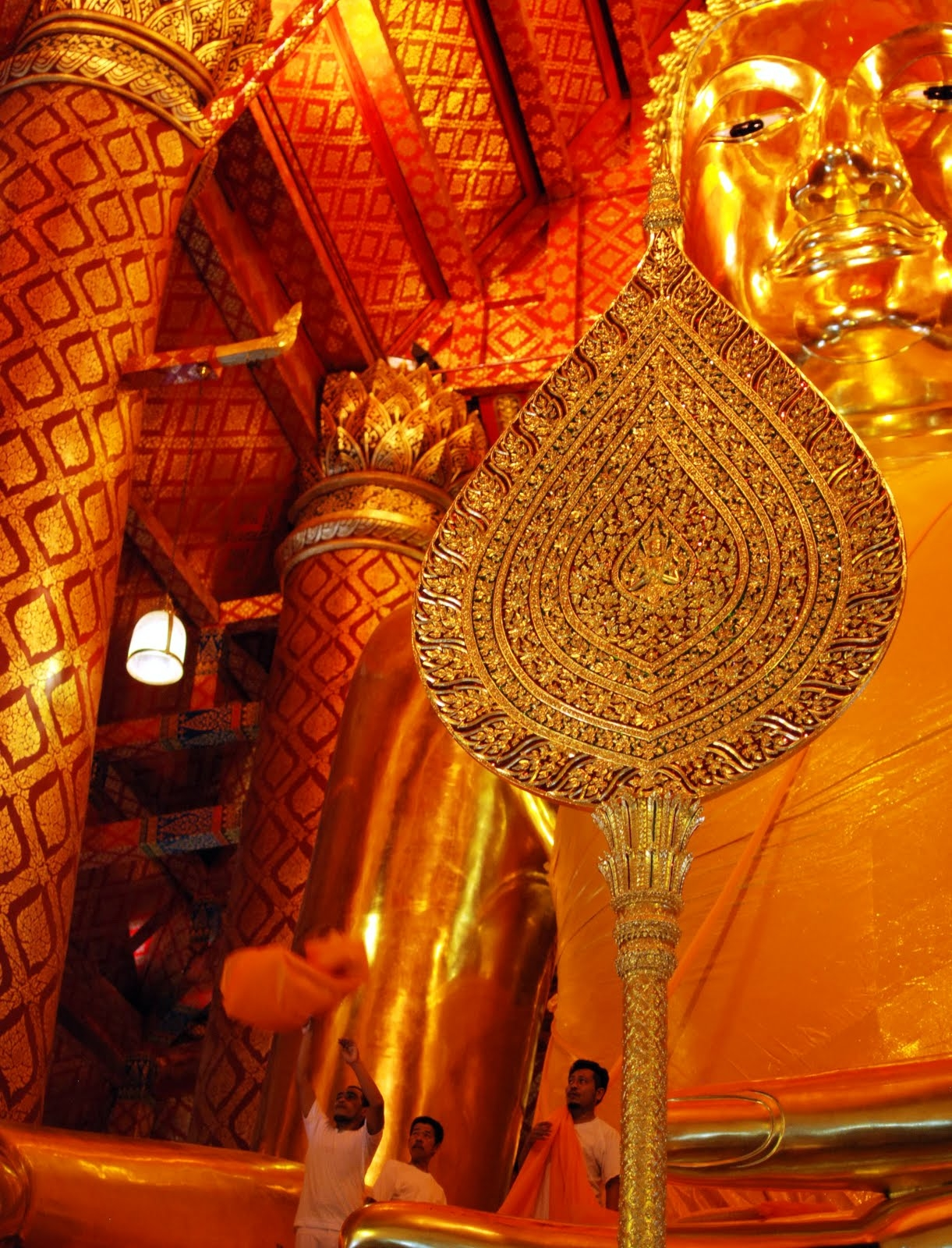
1324년에 만들어진 19m의 왓파난층의 불상
- 아유타야의 하이라이트를 보여주는 비디오
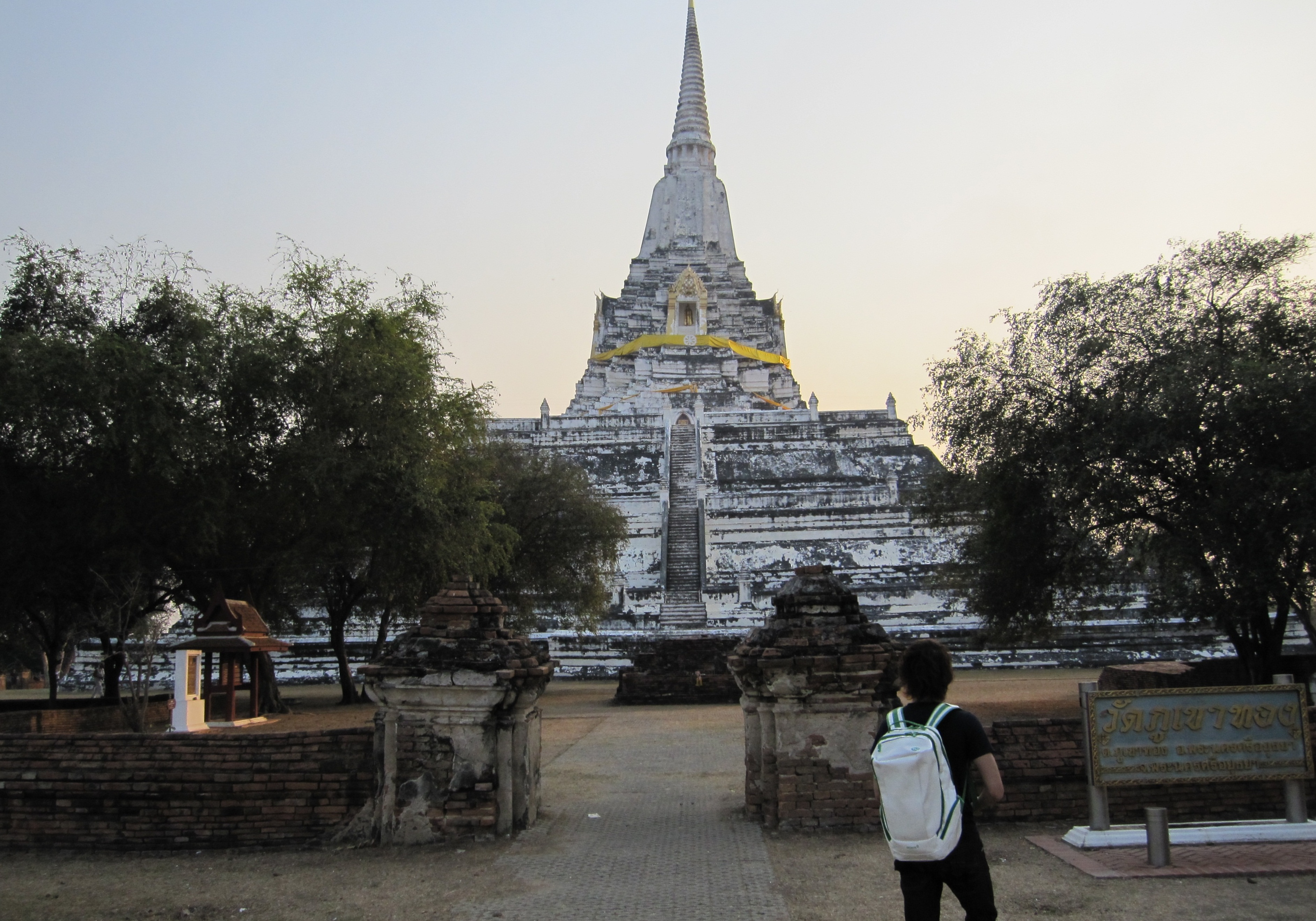
왓푸카오통
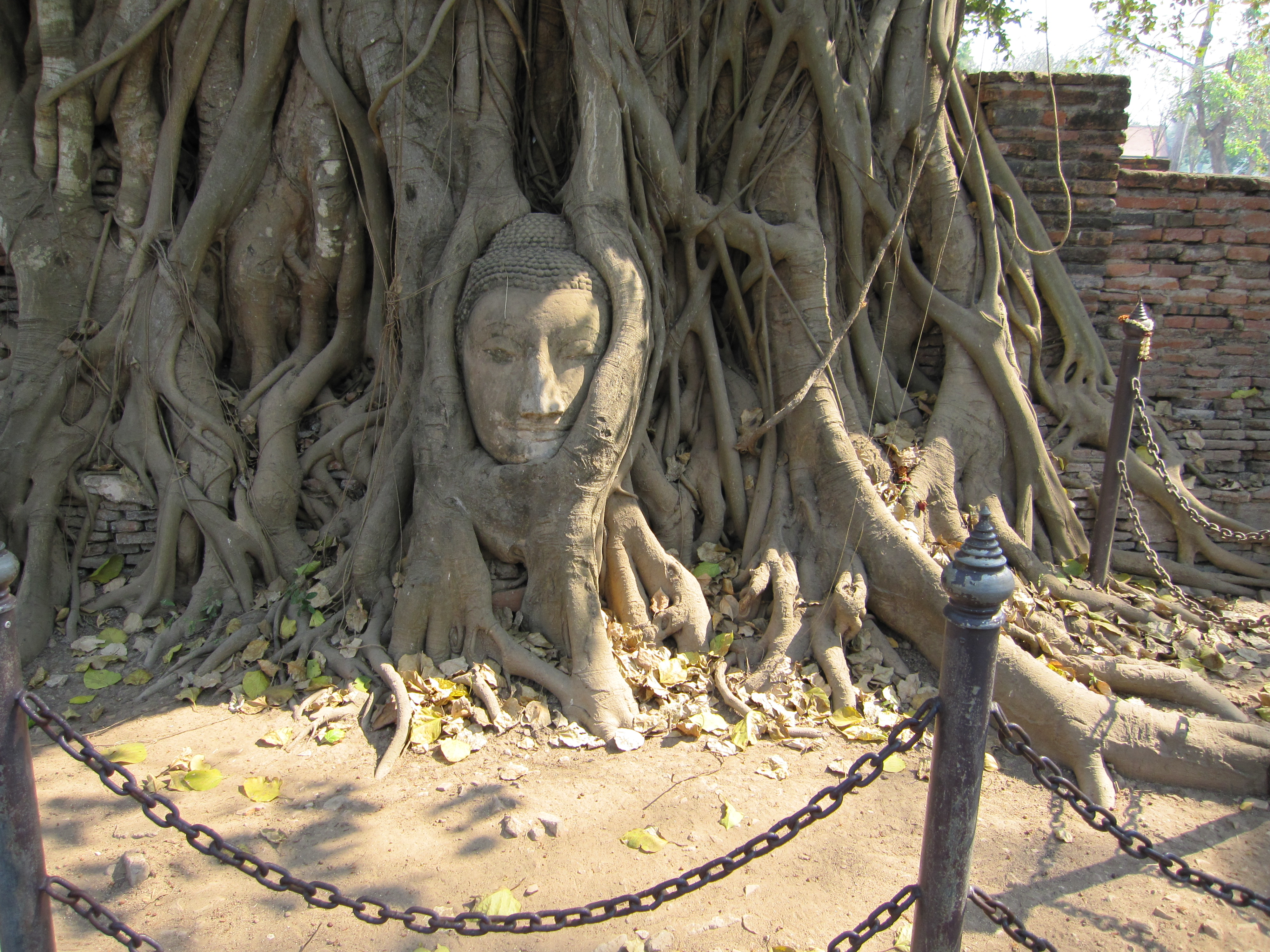
왓 프라마하탓의 불상

## 같이 보기
- 아유타야 역사공원